# Франквил (Сома)
Франквил (фр. Franqueville) насеље је и општина у североисточној Француској у региону Пикардија, у департману Сома која припада префектури Амјен.
По подацима из 2011. године у општини је живело 161 становника, а густина насељености је износила 25,72 становника/km². Општина се простире на површини од 6,26 km². Налази се на средњој надморској висини од 69 метара (максималној 127 m, а минималној 53 m).

## Демографија
| 1962. | 1968. | 1975. | 1982. | 1990. | 1999. | 2011. |
| ----- | ----- | ----- | ----- | ----- | ----- | ----- |
| 105   | 120   | 98    | 87    | 97    | 108   | 161   |

График промене броја становника у току последњих година